# J.T. Thomas
J.T. Thomas (Fort Lauderdale, 15 agosto 1988) è un giocatore di football americano statunitense che gioca nel ruolo di linebacker per i New York Giants della National Football League (NFL). Fu scelto nel corso del sesto giro (195º assoluto) del Draft NFL 2011 dai Chicago Bears. Al college ha giocato a football alla West Virginia University.

## Carriera professionistica

### Chicago Bears
Thomas fu scelto dai Chicago Bears nel corso del sesto giro del Draft 2011. A causa di un problema a un'anca perse tutta la sua stagione da rookie. Debuttò come professionista nella settimana 1 della stagione 2012 contro gli Indianapolis Colts in cui forzò un fumble di LaVon Brazill. La sua stagione si concluse con 5 tackle in 16 presenze, nessuna come titolare.

### Jacksonville Jaguars
Il 1º settembre 2013, Thomas firmò coi Jacksonville Jaguars. Nella sua seconda stagione disputò 15 partite, incluse le prime due come titolare, mettendo a segno 23 tackle, 1 fumble forzato e una safety nella gara della prima settimana contro i Kansas City Chiefs, gli unici due punti segnati dalla sua squadra.

### New York Giants
Il 10 marzo 2015, Thomas firmò un contratto triennale del valore di 12 milioni di dollari con i New York Giants.

## Statistiche
| Partite totali      | 47  |
| Partite da titolare | 12  |
| Tackle              | 112 |
| Sack                | 0,0 |
| Intercetti          | 2   |
| Fumble forzati      | 4   |

Statistiche aggiornate alla stagione 2014